# Extraphone
Extraphone — российская фирма звукозаписи и музыкальный лейбл.

## История
Лейбл был основан в 1995 году. Изначально бренд «Extraphone» принадлежал корпорации «Райс Лис’С», входившей в группу компаний «Премьер СВ». Кроме издания музыкальной продукции, компания специализировалась на организации концертных выступлений, презентаций, гастрольных туров, а также предоставлении рекламного пространства. На лейбле выпускались известные артисты, такие как певица София Ротару и рок-группа «Агата Кристи». В 1996 году компания была отмечена специальной благодарностью от президента Бориса Ельцина за организацию рекламной кампании «Голосуй или проиграешь».
Компания была 4 раза награждена музыкальной премией «Овация» в номинации «Лучшая фирма, работающая в шоу-бизнесе».
Лейбл являлся членом IFPI и Российской фонографический ассоциации.